# تنك أرم
مدينة تنك أرم هي مدينة إيرانية وهي مركز بلدة أرم التابع لمقاطعة دشتستان من محافظة بوشهر في جنوب إيران، كان عدد سكانها سنة 2004 حوالي 2928 نسمة.